# St. Johannes der Täufer (Weickersgrüben)

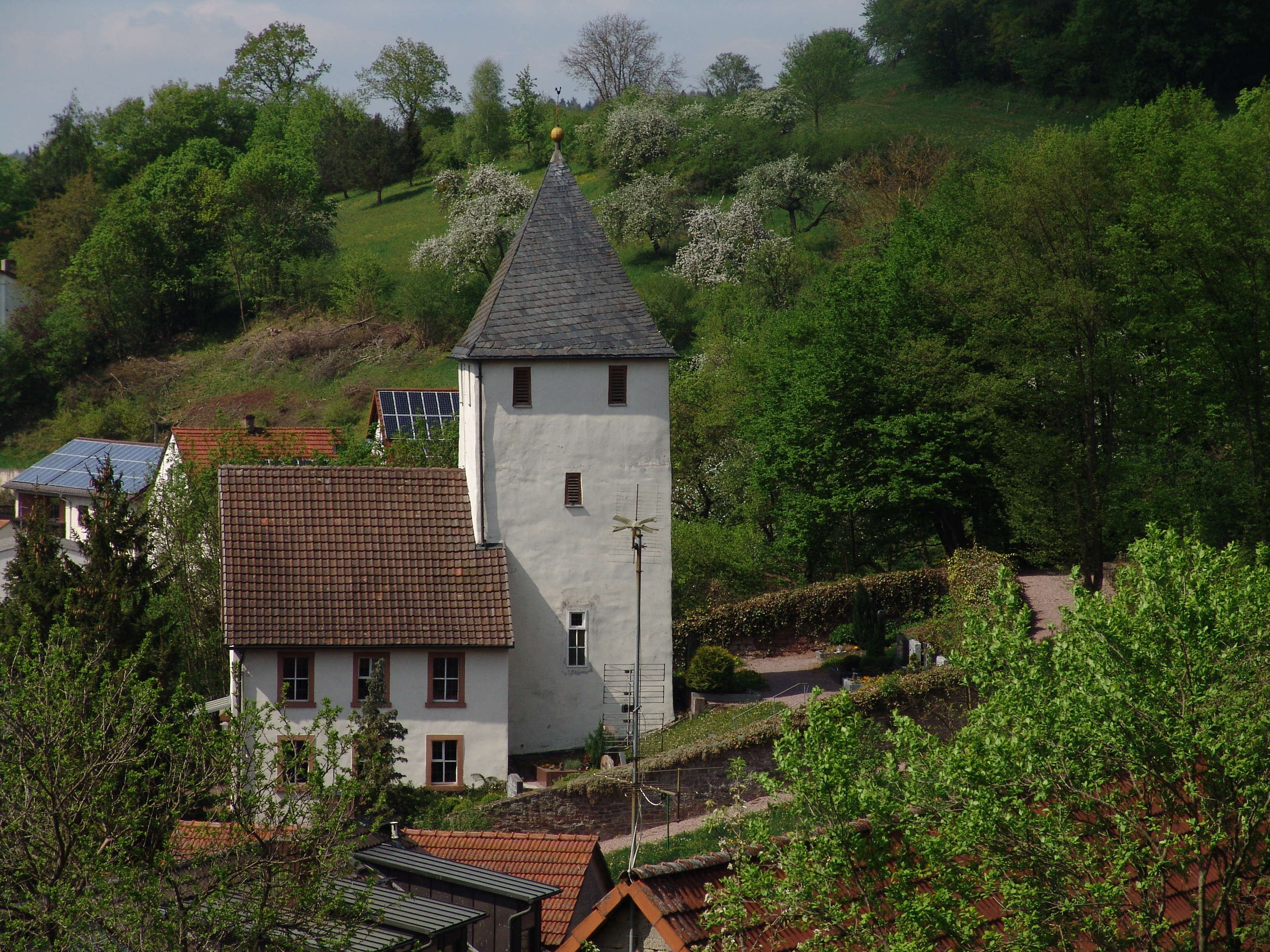
St. Johannes der Täufer (Weickersgrüben)

Die römisch-katholische Filialkirche St. Johannes der Täufer steht in Weickersgrüben, einem Gemeindeteil von Gräfendorf im unterfränkischen Landkreis Main-Spessart in Bayern. Der Kern des Turmes des denkmalgeschützte Bauwerkes stammt aus dem 16. Jahrhundert. Die Kirche gehört zur Pfarreiengemeinschaft Sodenberg (Wolfsmünster) im Dekanat Karlstadt des Bistums Würzburg.

## Beschreibung
Der mit einem schiefergedeckten Pyramidendach bedeckte Chorturm der Saalkirche diente ursprünglich als Gefängnis des Schlosses derer von Thüngen. An ihn wurde 1721 das Langhaus nach Westen angebaut, in der Achse nach Norden verschoben, und mit einem asymmetrischen Satteldach bedeckt. Zur Kirchenausstattung gehören der um 1710 gebaute Altar und die um 1500 entstandene Pietà.